# Maurice Renaud

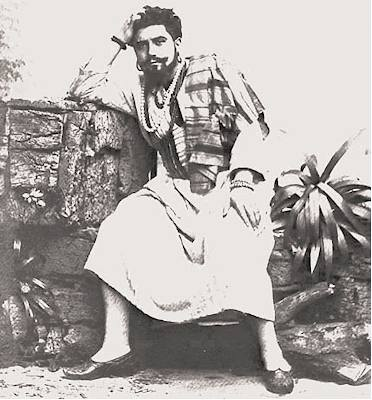
Maurice Renaud (1900er Jahre)

Maurice Renaud, eigentlich Maurice Arnold Croneau (* 24. Juli 1861 in Bordeaux; † 16. Oktober 1933 in Paris), war ein französischer Opernsänger (Bariton).

## Leben
Renaud begann seine musikalische Ausbildung am Pariser Konservatorium, wechselte aber bald an das Konservatorium Brüssel, wo er bei Auguste Dupont und François-Auguste Gevaert studierte. Von 1883 bis 1890 war er Erster Bariton am Théâtre Royal de la Monnaie und trat dort in den Uraufführungen von Ernest Reyers Opern Sigurd (1884) und Salammbô (1890) auf.
1890 debütierte er an der Opéra-Comique in Paris als Prinz Karnac in Edouard Lalos Le roi d’Ys. Im Folgejahr wurde er an der Pariser Oper engagiert, deren Erster Bariton er bis 1904 war. Er debütierte hier als  Nelusko in Meyerbeers L’Africaine und sang Rollen in Opern von Wagner (Beckmesser, Wolfram und Telramund), Mozart (Don Giovanni) und von französischen Komponisten. Als Gast trat er an der Pariser Oper bis 1914 auf.
Auf seiner ersten USA-Reise 1893 trat Renaud in New Orleans, Chicago und Boston auf. 1897 debütierte er an der Covent Garden Opera als Wolfram in Wagners Tannhäuser an der Seite von Emma Eames und Ernest van Dyck. Er trat in dieser Zeit mit Sängern wie Pol Plançon, Lilli Lehmann, Lillian Nordica, Emmy Destinn, Selma Kurz, Enrico Caruso und Marcel Journet auf und hatte Gastauftritte in St. Petersburg, Berlin und Monte Carlo.
1906 engagierte ihn Oscar Hammerstein I an das Manhattan Opera House, wo er mit Nellie Melba und mit Mary Garden auftrat und unter anderem große Erfolge als Athanaël in Jules Massenets Thaïs, in Don Giovanni und als Hérode in Massenets Hérodiade hatte. 1910 debütierte er als Rigoletto an der Metropolitan Opera neben Nellie Melba, Florencio Constatino und Adamo Didur. Während des Ersten Weltkrieges gab er Konzerte für die alliierten Truppen und wurde an der Front verwundet. Er kam als Kriegsinvalide zurück und musste sich 1919 von der Bühne zurückziehen. Seinen letzten Auftritt hatte er in einem Stummfilm von 1920. 
2019 widmete ihm die Post von Monaco eine Sondermarke.